# Lonchophylla dekeyseri
Lonchophylla dekeyseri is een vleermuis uit de familie Phyllostomidae. De soort komt voor in Zuid-Amerika, met name in de cerrado van het midden-westen van Brazilië, waar ze leeft in grotten in droge wouden. Ze wordt bedreigd door habitatverlies.
L. dekeyseri is genoemd naar Pierre Louis Dekeyser (1914-1984), een Franse zoöloog die jarenlang werkte in Brazilië.
Lonchophylla bokermanni · Lonchophylla chocoana · Lonchophylla concava · Lonchophylla dekeyseri · Lonchophylla fornicata · Lonchophylla handleyi · Lonchophylla hesperia · Lonchophylla inexpectata · Lonchophylla mordax · Lonchophylla orcesi · Lonchophylla orienticollina · Lonchophylla peracchii · Lonchophylla robusta